# Subnautica: Below Zero
Subnautica: Below Zero je otevřená, akční, dobrodružná survival hra, vytvořená a publikovaná Unknown Worlds Entertainment. Je to pokračování hry Subnautica, která byla vydána v lednu 2018.
Subnautica: Below Zero byla plně vydaná na PlayStation 4, PlayStation 5, Xbox One, Xbox Series a Nintendo Switch 14. května 2021. V předběžném přístupu pro Microsoft Windows a macOS byla na platformách Steam a Epic Games vydána v lednu 2019.

## Hratelnost
Subnautica: Below Zero je survival dobrodružná hra zasazená do otevřeného světa a hrána z first-person perspektivy. Hráč ovládá výzkumníka, který studuje místní prostředí nedalekého mimozemského zařízení na planetě 4546B. Stejně jako v předchozí hře je cílem hráče prozkoumávat okolí a přežít v mimozemském prostředí a zároveň plnit cíle, aby se urychlil děj hry. Hráči shromažďují suroviny, vyrábí nástroje, staví základny a ponorky a setkávají se s místní faunou.
Hra se odehrává převážně v podvodním prostředí, ale stejně jako u jejího předchůdce jsou zde významné pozemní oblasti, které je třeba prozkoumat. Existuje více prozkoumatelných struktur jak nad zemí, tak pod vodou, které slouží jednak jako klíčová místa v rozvíjení děje, ale také pro plány, které hráč může najít pro výrobu. Ve hře je den-noc cyklus, který ovlivňuje viditelnost a dynamické počasí (vítr, sníh, mlha a krupobití). Tato hra navíc přináší nové předměty, jako je čelovka, detektor minerálů a podpůrná nádrž s kyslíkem.
Kromě vracejících se vlastností, jako je zdraví, hlad a žízeň, mají nyní hráči měřič teploty, který se aktivuje, když jsou na souši. Pokud je hráč vystaven drsnému počasí, začne se u něj rozvíjet podchlazení. Tomu lze zabránit nalezením úkrytu v jeskyních nebo budovách, použitím rostlin nebo nástrojů, které hráče mohou zahřát, a vytvořením vhodného vybavení pro přežití, které hráči umožní zůstat venku v drsném počasí po delší dobu.
Na začátku nové hry musí hráči vybrat režim obtížnosti z následujících čtyř:
- přežití – hráč musí zvládat zdraví, hlad, žízeň, kyslík a teplotu. Po smrti se znovu objeví, ale některé položky jsou z inventáře někdy ztraceny.
- volná hra – jako přežití, ale bez hladovění a žízně.
- Hardcore – režim Přežití pouze s jedním životem. Bez hlášení nedostatku vzduchu
- Kreativní – zdraví, hlad, žízeň, kyslík a teplota jsou deaktivovány, jsou zpřístupněny všechny plány a nejsou potřeba žádné materiály pro výrobu. Kromě toho jsou k dispozici ponorky, podmořský kluzák, mobilní loděnice, nůž, baterka, konstruktor, skener a propulzní dělo. Nepotřebují zdroj energie a nemohou být poškozeny (pokud je hráč úmyslně nepoškodí).

## Děj
Dva roky po událostech původní hry vědkyně Robin Ayou tajně přistane na planetu 4546B na zmrzlý biom s názvem „Sector Zero“, aby prošetřila okolnosti smrti své sestry Samanthy, o které Alterra tvrdí, že byla výsledkem „nedbalosti zaměstnance“. Během minulého roku Alterra vybudovala na planetě řadu výzkumných základen, ale nedávno stáhla veškerý svůj personál, čímž dala Robin příležitost přistát na planetě.
Krátce po přistání Robin zachytí nouzový signál a jde ho prozkoumat, přičemž objeví svatyni mimozemšťanů zvaných architekti obsahující digitalizované vědomí živého předchůdce. Mimozemšťan se představí jako Al-An, a následně se stáhne do Robinina mozku právě ve chvíli, kdy dojde svatyni energie. Robin, rozzlobená na Al-An za to, že vnikl do její mysli, souhlasí, že jí pomůže postavit nové tělo, do kterého se přenese. Aby to mohl provést, Robin prohledává planetu po mimozemských instalacích a artefaktech které postavily architekti, aby našla potřebné součásti a materiály. Al-An také vysvětluje, že se nepokusil kontaktovat Alterru, protože věřil, že motivace Alterry nejsou v souladu s jeho vlastními, a nechtěl riskovat, že najdou cestu do jeho domovského světa. Během jejich pátrání Al-An přiznává, že to byl jeden z vedoucích vědců, kteří zkoumali lék na bakterii Kharaa, a že neuposlechl rozkazy tím, že se pokusil vylíhnout vejce mořského draka, což vedlo k počátečnímu vypuknutí Kharaa na 4546B.
Mezitím Robin pokračuje i ve vyšetřování Samanthy smrti. Prohledává všechna opuštěná výzkumná zařízení Alterry a zjišťuje, že Alterra objevila mrtvolu leviatana zmrzlého v ledu, který byl stále infikován nemocí Kharaa. Místo zničení Kharaa se však Alterra rozhodla začít zkoumat bakterii pro užitečné aplikace. Samantha se ze strachu z dalšího propuknutí a obav, že Alterra použije Kharaa k vývoji biologických zbraní, rozhodla projekt sabotovat použitím výbušnin ke zhroucení jeskyně s leviatanem, zatímco její přítelkyně, Marguerit Maida, která přežila Degasi, zničila laboratoř obsahující vzorky Alterry Kharaa. Samantha však byla zabita padajícími sutinami při výbuchu. Alterra prohlásila Samantinu smrt jako důsledek nedbalosti. Robin najde a obnoví schránku antibakteriální látky, kterou Samantha vyrobila dříve, a použije ji k neutralizaci Kharaa infikujícího zmrzlého leviatana.
Nakonec je Robin schopna obnovit všechny součásti potřebné k sestavení nového těla a vyrobit ho. Al-An se přemístí do nového těla a rozhodne se vrátit do původního domovského světa, aby na vlastní oči viděl, co se stalo ostatním architektům, a také aby odčinil své minulé chyby. Al-An aktivuje fázovou bránu architektů a Robin se rozhodne jít s Al-Anem do domovského světa architektů, nejistí, co tam najdou.

## Vývoj
Tato hra je vyvíjena společností Unknown Worlds Entertainment. Původně byla představen jako balíček obsahu pro původní Subnauticu (2018), ačkoli se jeho rozsah významně rozšířil, což vedlo Unknown Worlds k vydání Below Zero samostatně. Vývoj hry byl oznámen v srpnu 2018 a do předběžného přístupu byla vydána 30. ledna 2019. Plná verze byla vydána pro Windows, PlayStation 4, PlayStation 5, Xbox One, Xbox Series X a Series S a Nintendo Switch 14. května 2021. Tato hra má ve srovnání s originálem klást větší důraz na příběh.